# Pūsčios pelkė
Pūsčios pelkė este o arie protejată (arie specială de conservare — SAC, sit de importanță comunitară — SCI) din Lituania întinsă pe o suprafață de 90,2 ha, integral pe uscat.

## Localizare
Centrul sitului Pūsčios pelkė este situat la coordonatele 55°40′51″N 26°05′54″E / 55.6808°N 26.0983°E.

## Înființare
Situl Pūsčios pelkė a fost declarat sit de importanță comunitară în noiembrie 2006 pentru a proteja 2 specii de animale. Situl a fost protejat și ca arie specială de conservare în martie 2019.

## Biodiversitate
Situată în ecoregiunea boreală, aria protejată conține 1 habitat natural: Mlaștini oligotrofe degradate, capabile încă de regenerare naturală.
La baza desemnării sitului se află mai multe specii protejate:
- nevertebrate (1): libelule (Leucorrhinia pectoralis)
- pești (1): țipar (Misgurnus fossilis)

Pe lângă speciile protejate, pe teritoriul sitului au mai fost identificate 2 specii de plante, 9 specii de păsări.